# مورون (کارولینای شمالی)
مورون (به انگلیسی: Morven) شهری در ایالت کارولینای شمالی کشور ایالات متحده آمریکا است که جمعیت آن در سرشماری سال ۲۰۱۰ میلادی، ۵۱۱ نفر بوده‌است.